# Francisco Tejedor
Francisco Tejedor (Barranquilla, 20 de junio de 1966) es un boxeador colombiano retirado. Compitió en el evento de peso mosca ligero masculino en los Juegos Olímpicos de Verano de 1984.

## Trayectoria
Se convirtió en profesional en 1986 y ganó 28 peleas consecutivas antes de desafiar sin éxito a Humberto González por el título de peso mosca ligero del CMB. Volvería a tener otra oportunidad por el título y el 18 de febrero de 1995 venció a José Luis Zepeda por el título mundial vacante de la FIB por nocaut técnico en el séptimo asalto. Luego perdería el cinturón en su primera defensa del título ante Danny Romero en abril del mismo año. Perdió sus últimas 10 peleas y se retiró en 2004.